# Magerabborrtjärnen (Degerfors socken, Västerbotten, 716825-168159)
Magerabborrtjärnen är en sjö i Vindelns kommun i Västerbotten och ingår i Sävaråns huvudavrinningsområde. Sjön befinner sig 256 meter över havet.